# 음력 10월 25일
음력 10월 25일은 음력 10월의 25번째 날이다.

## 사건
- 1394년 - 조선이 도읍을 한양으로 천도하다.

## 문화
- 1961년 - 대한민국에서 문화방송(MBC) AM 라디오 개국.
- 1987년 - 대한민국의 MBC 표준FM 개국. (주파수 95.9MHz, 10㎾)
- 2000년 - 인천국제공항고속도로 개통.
- 2006년 - 경원선 복선전철 의정부 ~ 동두천 ~ 소요산 구간 개통으로 경원선 통근열차 운행구간이 동두천 ~ 신탄리 구간으로 단축됨.
- 2013년 - 부산광역시 영도대교가 도개교로 재개통.

## 탄생
- 홍타이지 - 明萬曆二十年(1592년 11월 28일).
- 1966년 - 대한민국의 배우 서이숙.
- 1974년 - 대한민국의 야구 선수 이병규.
- 1990년
  - 대한민국의 야구 선수 이홍구.
  - 중국의 래퍼 조이쉔 (유니크).
  - 대한민국의 가수 효린 (씨스타).
- 1991년 - 대한민국의 가수 장들레.

## 사망
- 1997년 - 대한민국의 교육자이자 전 영부인 공덕귀.

## 같이 보기
- 음력 360일: 1월 2월 3월 4월 5월 6월 7월 8월 9월 10월 11월 12월
- 전날:10월 24일 다음날:10월 26일 - 전달:9월 25일 다음달:11월 25일
- 양력:10월 25일
- 음력, 윤달